# Drepanis
A Drepanis a madarak osztályának verébalakúak (Passeriformes) rendjébe és a pintyfélék (Fringillidae) családjába tartozó kihalt nem.

## Rendszerezés
A nembe az alábbi két faj tartozott:
- erdei gyapjasmadár (Drepanis pacifica)
- barna gyapjasmadár (Drepanis funerea)